# 明達皇后
明達皇后（めいたつこうごう、元祐2年（1087年） - 政和3年7月22日（1113年9月3日））は、北宋の徽宗の寵妃。皇后を追贈された。姓は劉氏。明節皇后（同じく劉姓の追尊皇后）とは別人。

## 生涯
低い身分に生まれ、大観4年（1110年）に侍女として宮中に入り、寵愛を受けた。顕粛皇后と「母娘」の契りを結んだ。寿安郡君、才人、美人、婕妤となり、嬪、妃に進み、貴妃にいたった。
政和3年（1113年）7月、死去した。生前、芭蕉を庭院に植えて、「これが長くなる時、私はもういません」と言った。彼女が病に倒れた際、徽宗は気がつかず、見舞いに行かなかった。死後に徽宗は後悔し、哀泣してやまなかった。
諡は初め、明達懿文貴妃であった。まもなく明達皇后を追贈され、徽宗の父の神宗の永裕陵に従葬された。

## 子女
- 趙福金（茂徳帝姫）
- 安淑帝姫
- 趙棫（益王）
- 趙模（祁王）
- 趙榛（信王）
- 趙富金（洵徳帝姫）

## 伝記資料
- 『貴妃劉氏追冊皇后御筆手詔』政和三年八月十九日
- 『宋会要輯稿』